# BAFTA-galan 2020
BAFTA-galan 2020 var den 73:e upplagan av British Academy Film Awards som belönade insatser i filmer som visades i Storbritannien 2019 och hölls på Royal Albert Hall i London den 2 februari 2020. Årets värd var Graham Norton.
Inför detta års gala infördes den nya kategorin Bästa rollfördelning.

## Vinnare och nominerade
Nomineringarna tillkännagavs den 7 januari 2020. Vinnarna listas i fetstil.

### BAFTA Fellowship
- Kathleen Kennedy

### Enastående insats för brittisk film
- Andy Serkis

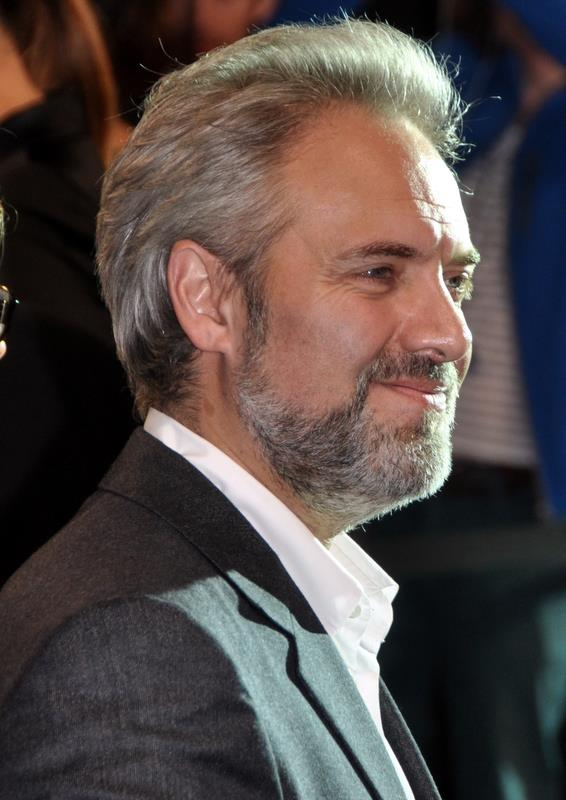
Sam Mendes
Bästa regi

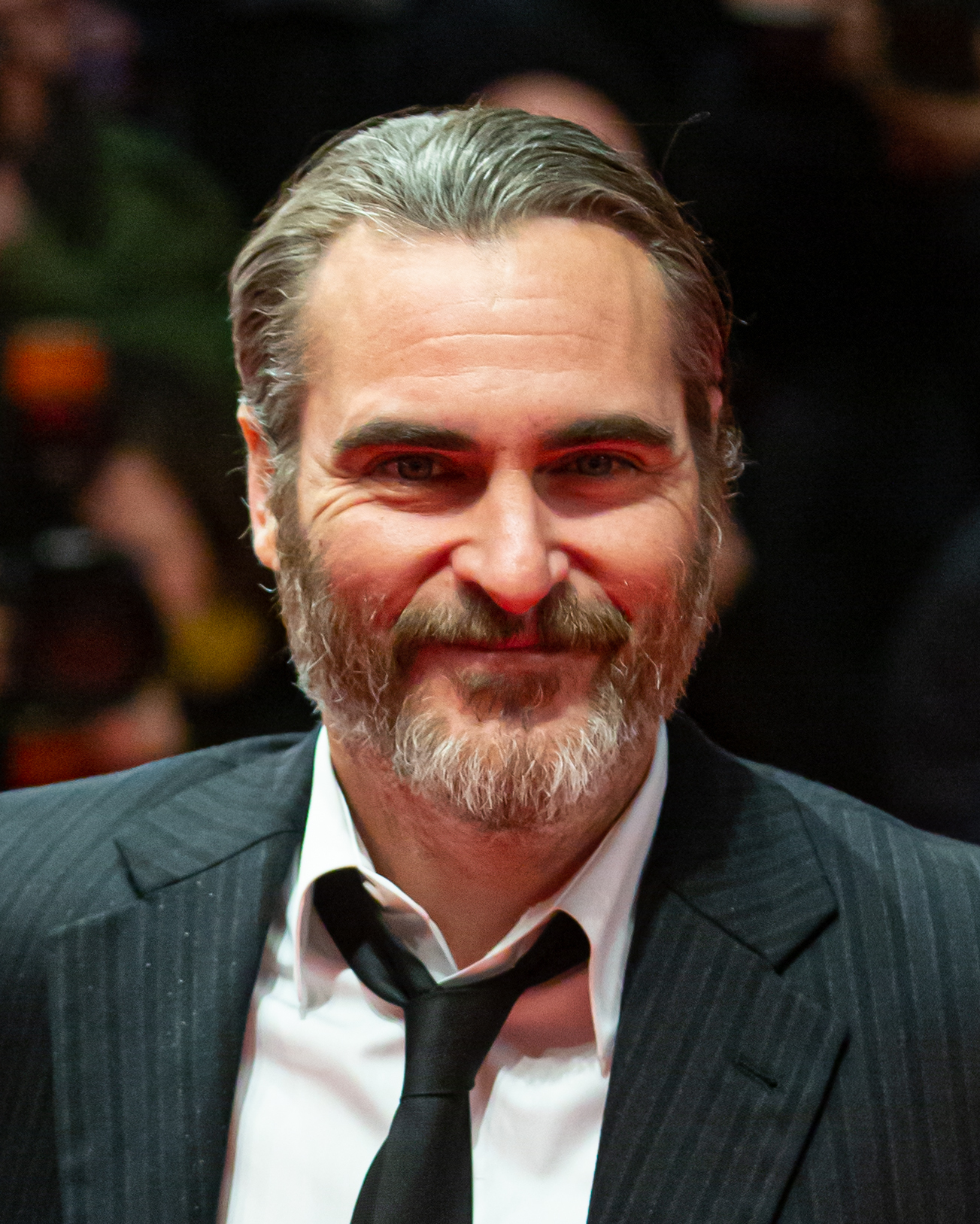
Joaquin Phoenix
Bästa manliga huvudroll

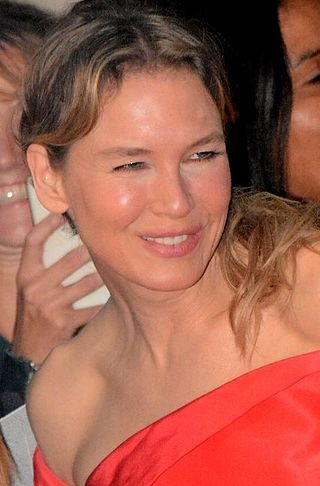
Renée Zellweger
Bästa kvinnliga huvudroll

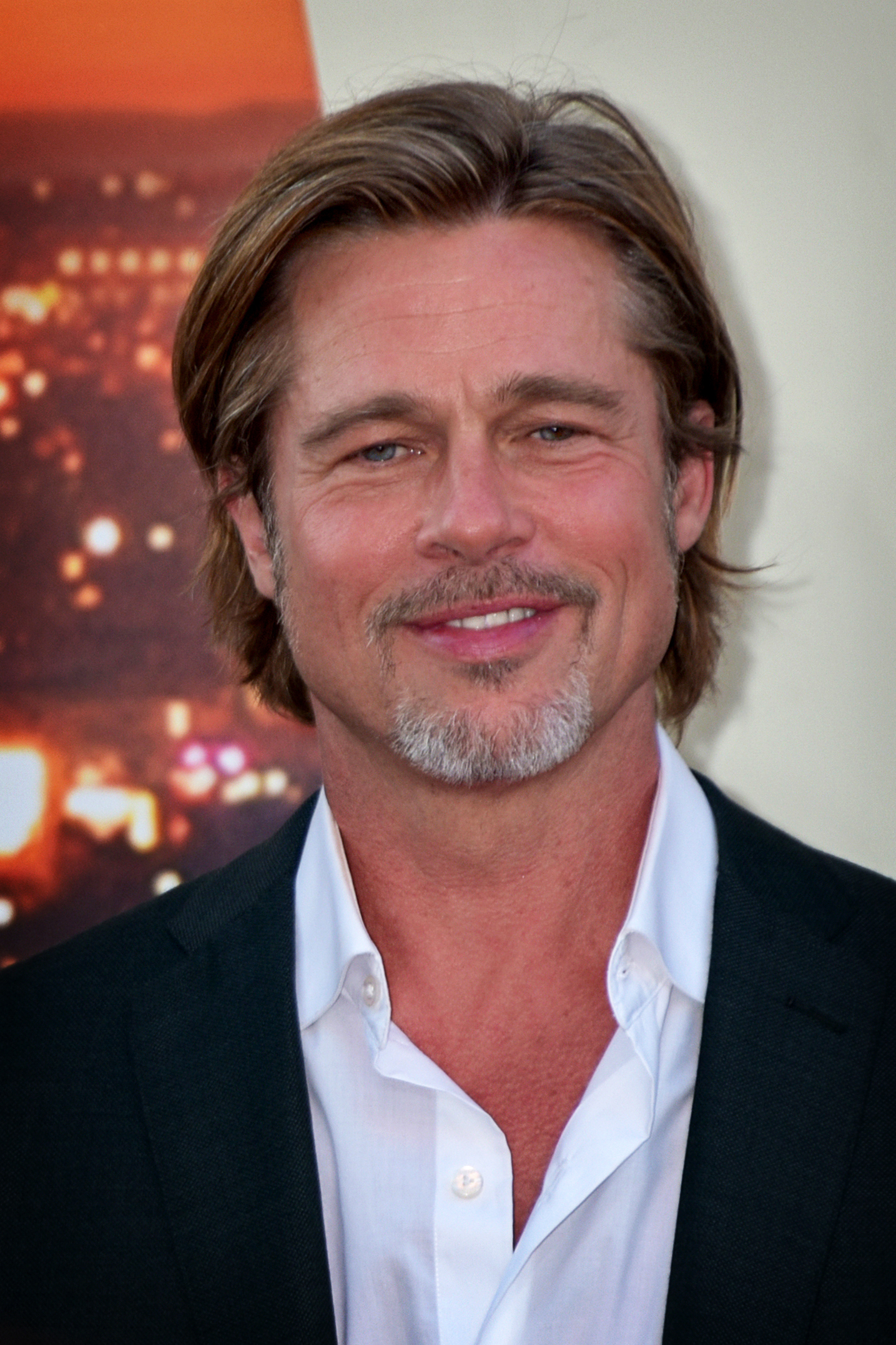
Brad Pitt
Bästa manliga biroll

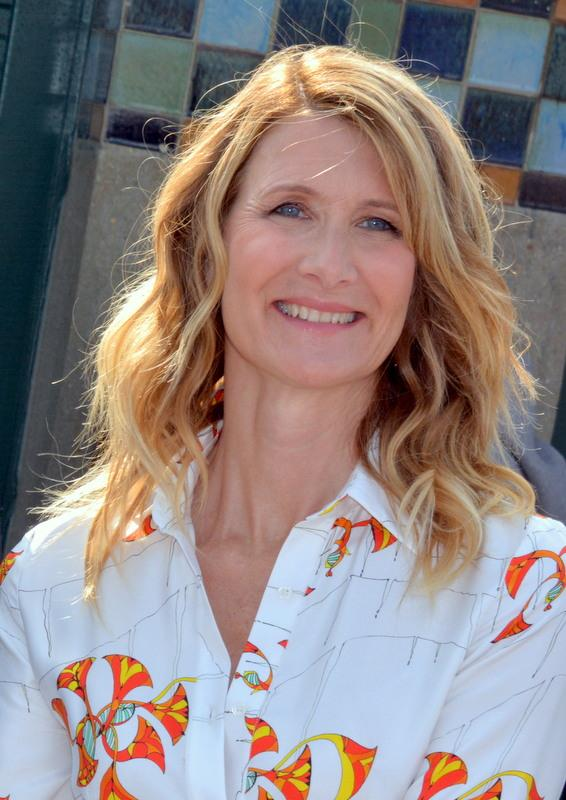
Laura Dern
Bästa kvinnliga biroll

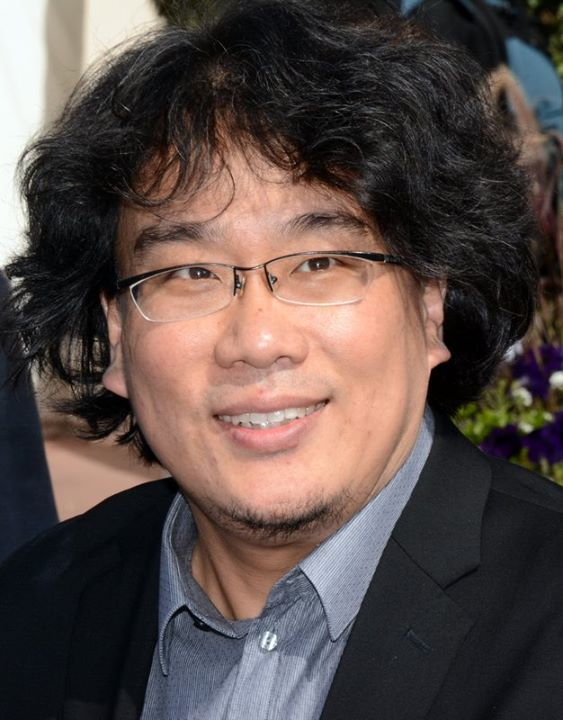
Bong Joon-ho
Bästa originalmanus

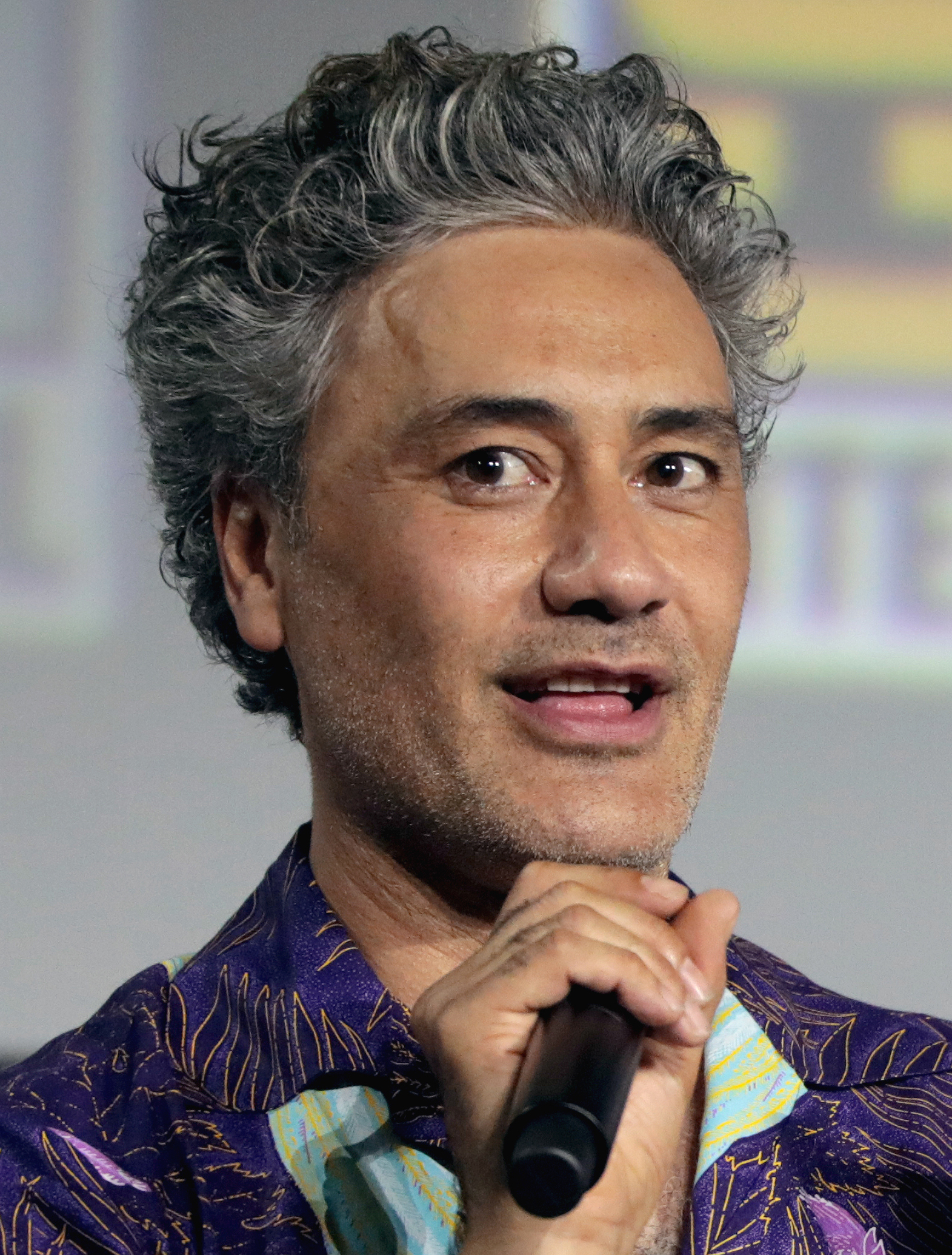
Taika Waititi
Bästa manus efter förlaga

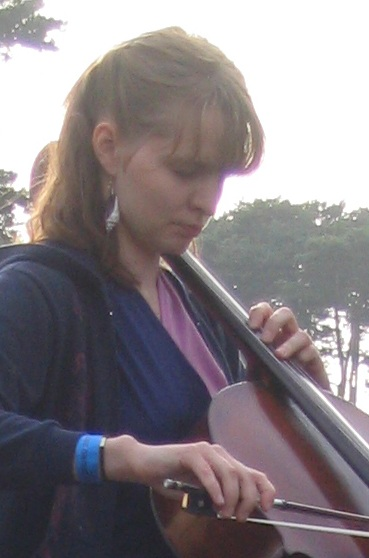
Hildur Guðnadóttir
Bästa filmmusik

| Bästa film - 1917 – Pippa Harris, Callum McDougall, Sam Mendes och Jayne-Ann Tenggren - The Irishman – Robert De Niro, Jane Rosenthal, Martin Scorsese och Emma Tillinger Koskoff - Joker – Bradley Cooper, Todd Phillips och Emma Tillinger Koskoff - Once Upon a Time in Hollywood – David Heyman, Shannon McIntosh och Quentin Tarantino - Parasit – Bong Joon-ho och Kwak Sin-ae | Bästa regi - Sam Mendes – 1917 - Bong Joon-ho – Parasit - Todd Phillips – Joker - Martin Scorsese – The Irishman - Quentin Tarantino – Once Upon a Time in Hollywood |
| Bästa manliga huvudroll - Joaquin Phoenix – Joker - Leonardo DiCaprio – Once Upon a Time in Hollywood - Adam Driver – Marriage Story - Taron Egerton – Rocketman - Jonathan Pryce – The Two Popes | Bästa kvinnliga huvudroll - Renée Zellweger – Judy - Jessie Buckley – Wild Rose - Scarlett Johansson – Marriage Story - Saoirse Ronan – Unga kvinnor - Charlize Theron – Bombshell – När tystnaden bryts |
| Bästa manliga biroll - Brad Pitt – Once Upon a Time in Hollywood - Tom Hanks – A Beautiful Day in the Neighborhood - Anthony Hopkins – The Two Popes - Al Pacino – The Irishman - Joe Pesci – The Irishman | Bästa kvinnliga biroll - Laura Dern – Marriage Story - Scarlett Johansson – Jojo Rabbit - Florence Pugh – Unga kvinnor - Margot Robbie – Bombshell – När tystnaden bryts - Margot Robbie – Once Upon a Time in Hollywood |
| Bästa originalmanus - Parasit – Han Jin-won och Bong Joon-ho - Booksmart – Susanna Fogel, Emily Halpern, Sarah Haskins och Katie Silberman - Knives Out – Rian Johnson - Marriage Story – Noah Baumbach - Once Upon a Time in Hollywood – Quentin Tarantino | Bästa manus efter förlaga - Jojo Rabbit – Taika Waititi - The Irishman – Steven Zaillian - Joker – Todd Phillips och Scott Silver - The Two Popes – Anthony McCarten - Unga kvinnor – Greta Gerwig |
| Bästa brittiska film - 1917 – Sam Mendes, Pippa Harris, Callum McDougall, Jayne-Ann Tenggren och Krysty Wilson-Cairns - Bait – Mark Jenkin, Kate Byers och Linn Waite - Rocketman – Dexter Fletcher, Adam Bohling, David Furnish, David Reid, Matthew Vaughn och Lee Hall - Sorry We Missed You – Ken Loach, Rebecca O'Brien och Paul Laverty - Till min dotter – Waad Al-Kateab och Edward Watts - The Two Popes – Fernando Meirelles, Jonathan Eirich, Dan Lin, Tracey Seaward och Anthony McCarten | Bästa icke-engelskspråkiga film - Parasit – Bong Joon-ho - The Farewell – Lulu Wang och Daniele Melia - Porträtt av en kvinna i brand – Céline Sciamma och Bénédicte Couvreur - Smärta och ära – Pedro Almodóvar och Agustín Almodóvar - Till min dotter – Waad Al-Kateab och Edward Watts |
| Bästa animerade film - Klaus – Sergio Pablos och Jinko Gotoh - Frost 2 – Chris Buck, Jennifer Lee och Peter Del Vecho - Fåret Shaun – Farmageddon – Will Becher, Richard Phelan och Paul Kewley - Toy Story 4 – Josh Cooley och Mark Nielsen | Bästa dokumentär - Till min dotter – Waad Al-Kateab och Edward Watts - American Factory – Steven Bognar och Julia Reichert - Apollo 11 – Todd Douglas Miller - Diego Maradona – Asif Kapadia - The Great Hack – Karim Amer och Jehane Noujaim |
| Bästa debut av en brittisk manusförfattare, regissör eller producent - Bait – Mark Jenkin, Linn Waite och Kate Byers - Maiden – Alex Holmes - Only You – Harry Wootliff - Retablo – Alvaro Delgado Aparicio - Till min dotter – Waad Al-Kateab och Edward Watts | Rising Star Award - Micheal Ward - Awkwafina - Kaitlyn Dever - Kelvin Harrison Jr. - Jack Lowden |
| Bästa kortfilm - Learning to Skateboard in a Warzone (If You're a Girl) – Carol Dysinger och Elena Andreicheva - Azaar – Myriam Raja och Nathanael Baring - Goldfish – Hector Dockrill, Harri Kamalanathan, Benedict Turnbull och Laura Dockrill - Kamali – Sasha Rainbow och Rosalind Croad - The Trap – Lena Headey och Anthony Fitzgerald | Bästa animerade kortfilm - Grandad was a romantic. – Maryam Mohajer - In Her Boots – Kathrin Steinbacher - The Magic Boat – Naaman Azhari och Lilia Laurel |
| Bästa filmmusik - Joker – Hildur Guðnadóttir - 1917 – Thomas Newman - Jojo Rabbit – Michael Giacchino - Star Wars: The Rise of Skywalker – John Williams - Unga kvinnor – Alexandre Desplat | Bästa ljud - 1917 – Scott Millan, Oliver Tarney, Rachael Tate, Mark Taylor och Stuart Wilson - Joker – Tod A. Maitland, Alan Robert Murray, Tom Ozanich och Dean A. Zupancic - Le Mans '66 – David Giammarco, Paul Massey, Steven Morrow och Donald Sylvester - Rocketman – Matthew Collinge, John Hayes, Mike Prestwood Smith och Danny Sheehan - Star Wars: The Rise of Skywalker – David Acord, Andy Nelson, Christopher Scarabosio, Stuart Wilson och Matthew Wood |
| Bästa produktionsdesign - 1917 – Dennis Gassner och Lee Sandales - The Irishman – Bob Shaw och Regina Graves - Jojo Rabbit – Ra Vincent och Nora Sopková - Joker – Mark Friedberg och Kris Moran - Once Upon a Time in Hollywood – Barbara Ling och Nancy Haigh | Bästa foto - 1917 – Roger Deakins - The Irishman – Rodrigo Prieto - Joker – Lawrence Sher - Le Mans '66 – Phedon Papamichael - The Lighthouse – Jarin Blaschke |
| Bästa smink och hår - Bombshell – När tystnaden bryts – Vivian Baker, Kazu Hiro och Anne Morgan - 1917 – Naomi Donne - Joker – Kay Georgiou och Nicki Ledermann - Judy – Jeremy Woodhead - Rocketman – Elizabeth Yianni-Georgiou | Bästa kostym - Unga kvinnor – Jacqueline Durran - The Irishman – Christopher Peterson och Sandy Powell - Jojo Rabbit – Mayes C. Rubeo - Judy – Jany Temime - Once Upon a Time in Hollywood – Arianne Phillips |
| Bästa klippning - Le Mans '66 – Andrew Buckland och Michael McCusker - The Irishman – Thelma Schoonmaker - Jojo Rabbit – Tom Eagles - Joker – Jeff Groth - Once Upon a Time in Hollywood – Fred Raskin | Bästa specialeffekter - 1917 – Greg Butler, Guillaume Rocheron och Dominic Tuohy - Avengers: Endgame – Dan DeLeeuw och Daniel Sudick - The Irishman – Leandro Estebecorena, Stephane Grabli och Pablo Helman - Lejonkungen – Andrew R. Jones, Robert Legato, Elliot Newman och Adam Valdez - Star Wars: The Rise of Skywalker – Roger Guyett, Paul Kavanagh, Neal Scanlan och Dominic Tuohy                                                                            |
| Bästa rollfördelning - Joker – Shayna Markowitz - Marriage Story – Douglas Aibel och Francine Maisler - Once Upon a Time in Hollywood – Victoria Thomas - The Personal History of David Copperfield – Sarah Crowe - The Two Popes – Nina Gold | |

### Filmer med flera vinster
| Vinster | Film    |
| ------- | ------- |
| 7       | 1917    |
| 3       | Joker   |
| 2       | Parasit |

### Filmer med flera nomineringar
| Nomineringar | Film                             |
| ------------ | -------------------------------- |
| 11           | Joker                            |
| 10           | The Irishman                     |
| 10           | Once Upon a Time in Hollywood    |
| 9            | 1917                             |
| 6            | Jojo Rabbit                      |
| 5            | Marriage Story                   |
| 5            | The Two Popes                    |
| 5            | Unga kvinnor                     |
| 4            | Parasit                          |
| 4            | Rocketman                        |
| 4            | Till min dotter                  |
| 3            | Bombshell – När tystnaden bryts  |
| 3            | Judy                             |
| 3            | Le Mans '66                      |
| 3            | Star Wars: The Rise of Skywalker |
| 2            | Bait                             |